# Yves Ternon
Yves Ternon (Saint-Mandé, França, 12 de fevereiro de 1932) é doutor em história na Universidade de Paris IV (a Sorbonne).